# NordLayer
NordLayer, früher bekannt als NordVPN Teams, ist ein Netzwerkzugangsdienst mit Anwendungen für Microsoft Windows, macOS, Linux, Android und iOS und als Browser-Erweiterung. Die Software wird als Privatsphäre- und Sicherheitstool vermarktet, das die Implementierung von Zero Trust Network Access (ZTNA), Secure Web Gateway (SWG) und Firewall-as-a-Service (FWaaS) in hybriden und Multi-Cloud-Cloud-Umgebungen ermöglicht.
Es wird von Nord Security (Nordsec Ltd) entwickelt, einem Unternehmen, das Cybersecurity-Software herstellt, und wurde zunächst vom litauischen Start-up Accelerator und Business-Inkubator Tesonet unterstützt.

## Geschichte
NordLayer wurde 2019 als NordVPN Teams als Tochterunternehmen von NordSecurity gegründet, einem Technologieunternehmen, das Virtual Private Network (VPN)-Dienste wie NordVPN und Surfshark entwickelt und anbietet.
Im Oktober 2020 verlegte das NordVPN-Team seinen Sitz in die Vereinigten Staaten, um seine Geschäftstätigkeit auszuweiten und Unternehmenskunden besser betreuen zu können. Dennoch verpflichtete sich NordLayer, seine Unternehmensstruktur in Panama aufrechtzuerhalten, wodurch es außerhalb der Gerichtsbarkeit des Fourteen Eyes Intelligence Sharing Pact bleibt, der die Vereinigten Staaten, das Vereinigte Königreich, Australien, Kanada und andere Länder umfasst.
Im September 2021 wurde NordVPN Teams in NordLayer umbenannt. Mit dieser Umbenennung wurden erweiterte Funktionen zur Netzwerkzugangskontrolle eingeführt, die NordLayer als Teil des breiteren Secure Access Service Edge (SASE)-Frameworks positionieren.

## Cybersicherheitsstudien

### Homeoffice
Im Jahr 2020 führten die NоrdVPN-Forschungsteams eine Studie durch, die ergab, dass Mitarbeiter im Durchschnitt mehr Zeit an ihren Schreibtischen verbrachten als vor der Pandemie. NordVPN-Teams nutzten Daten von ihren Servern und untersuchten die Nutzungsmuster privater Unternehmensnetzwerke, um Einblicke in die Remote-Arbeitspraktiken von Mitarbeitern zu gewinnen. Diese Ergebnisse zeigten, dass Personen, die im Homeoffice arbeiteten, längere Arbeitszeiten hatten und eine höhere Arbeitsbelastung aufwiesen, was auf eine deutliche Verschiebung der Arbeitsdynamik seit dem Ausbruch der Cоvid-19-Pandemie hindeutet.

### Global Remote Work Index
Im Jahr 2022 führte NordLayer den Global Remote Work Index ein, einen internationalen Index, der Daten und Erkenntnisse liefert, um die besten Länder für die Remote-Arbeit zu ermitteln. Er basiert auf der Auswertung von mehr als 60 Variablen in 66 Ländern, darunter die Verfügbarkeit von Breitband-Internet, die Lebenshaltungskosten, die digitale und physische Infrastruktur und die Arbeitskosten. Die aktualisierte Fassung von 2023, die an die Ausgabe des Vorjahres anknüpft, basiert auf der Bewertung von 108 Reisezielen anhand von vier Schlüsselkriterien bewertet: Online-Sicherheit, wirtschaftliche Faktoren, digitale und physische Infrastruktur sowie soziale Sicherheit.

### Studie zum Black Friday
Im Jahr 2023 veröffentlichte NоrdLаyеr Informationen zum Schutz personenbezogener Daten vor potenziellen Hackerangriffen. Das Cybersicherheitsunternehmen meldete einen Anstieg der Black-Friday-Ausgaben im Jahr 2022 um 2,3 % im Vergleich zum Vorjahr, während eine separate Studie von Bаrclаys eіne Steigerung der mit diesen Verkäufen verbundenen Verluste in Höhe von 22 % feststellte.

### Studie zum Betrug bei LinkedIn
Im Jahr 2023 führte NordLayer eine neue Studie durch, bei der 500 Teilnehmer aus Kаnаdа, Großbritannien, und den Vereinigten Staaten befragt wurden. Die Teilnehmer waren Erwachsene im Alter von 18 Jahren oder älter und hatten keine Verbindung zu staatlichen Organisationen. Sie wurden speziell nach den Arten von Betrug gefragt, denen sie auf der LinkedIn-Plattform für soziale Medien begegnet sind, und den daraus resultierenden Auswirkungen auf ihre Unternehmen. Die untersuchten Teilbranchen umfassten Unternehmensführung und Support-Services, E-Commerce, Bildung, Finanzen und Versicherungen, Gesundheitsfürsorge, Information und Kommunikation, IT, professionelle und technische Dienstleistungen sowie Beratung.

### StudieHollywood Hacking Scenes: Facts vs. Fiction
Im Jahr 2024 veröffentlichte NordLayer eine Studie mit dem Titel „Hollywood Hacking Scenes: Facts vs. Fiction“, in der analysiert wurde, wie genau die Hacking-Szenen in populären Filmen die realen Cybersicherheitspraktiken widerspiegeln. Die Studie verglich legendäre Hacking-Momente aus Filmen wie Tron und The Emoji Movie mit den tatsächlichen Techniken und deckte dabei erhebliche Diskrepanzen auf, insbesondere in Bezug auf übertriebene Zeitrahmen, simplifizierte Benutzeroberflächen und unrealistische Tools. Das Ziel bestand darin, darauf aufmerksam zu machen, dass die Darstellung von Hacking in den Medien zu Missverständnissen führt, und die Öffentlichkeit über die wahre Natur von Cybersicherheitsbedrohungen aufzuklären.

### Studie: Höchste DSGVO-Bußgelder
Im Oktober 2024 führte NordLayer eine umfassende Studie durch, in der die höchsten Bußgelder analysiert wurden, die seit der Einführung der Datenschutz-Grundverordnung (DSGVO) im Jahr 2018 verhängt wurden. Diese eingehende Untersuchung umfasste 10 bedeutende Fälle, in denen die Arten von Verstößen und die beträchtlichen Bußgelder untersucht wurden, die gegen Unternehmen verhängt wurden, wobei ein besonderer Schwerpunkt auf Branchen wie Technologie, E-Commerce und Finanzen lag. Der Bericht identifiziert häufige Muster der Nichteinhaltung und liefert wertvolle Erkenntnisse darüber, wie Unternehmen sich besser an die DSGVO-Standards anpassen können.

## Rezeption
In einer von TechRadar im August 2022 veröffentlichten Rezension äußerte sich der Rezensent positiv über die Benutzeroberfläche, den Kill Switch, die privaten Gateways und die Biometrie von NordLayer und kam zu dem Schluss, dass „NordLayer ein leicht zu bedienender Dienst mit einfachen, aber ausgereiften Qualitäts-Apps ist, der es leicht macht, den Zugang der Mitarbeiter zu deinen Netzwerken und dem Internet zu sichern.“
Im Januar 2023 stellte ein positiver Bericht von Forbes fest, dass die Sicherheitslösungen von NordLayer hervorragend für Unternehmen geeignet sind, „die das Sicherheitsniveau ihres Unternehmens überwachen und die Konten aller ihrer Teammitglieder über ein einziges Portal verschlüsseln wollen“.
Im September 2024 verwies Emerging Tech Brew auf NordLayers Erkenntnisse über die steigende Zahl von Cyberangriffen auf Bildungseinrichtungen und würdigte das Unternehmen als wertvolle Ressource für Organisationen, die diesen Bedrohungen proaktiv begegnen wollen.